# تیمال
تیمال (به انگلیسی: Tmall) پرطرفدار ترین وب سایت چینی و خرده فروشی آنلاین زیرمجموعه گروه علی بابا است. تیمال یک پلتفرم برای برندهای محلی چینی و بین‌المللی برای فروش کالا به مصرف‌کنندگان در چین و هانگ کانگ و ماکائو و تایوان است.

## تاریخچه
Tmall.com برای اولین بار توسط شرکت Taobao در مارس ۲۰۰۸ به عنوان Taobao Mall معرفی شد.
در نوامبرسال2010 Taobao Mall یک کمپین تبلیغاتی ۳۰ میلیون دلاری برای افزایش آگاهی نام تجاری در میان مصرف‌کنندگان راه انداخت.

## معیار
Tmall.com در حال حاضر بیش از ۷۰٬۰۰۰ برند بین‌المللی و مارک‌های چینی و بیش از۵۰۰۰۰ تاجر دارد و به بیش از ۱۸۰ میلیون خریدار خدمات می‌دهد. Tmall.com رتبه شماره یک در میان همه وب سایت‌های خرده فروشی برای سال ۲۰۱۰ را دارد.
به نقل از الکسا سایت تیمال (Tmall.com) سومین سایت پربازدید در جهان و پر بازدیدترین در چین است.

## ویژگی‌ها
Alipayیک سرویس پرداخت آنلاین متعلق به گروه علی‌بابا است که راه حل ترجیح برای پرداخت در معاملات در Tmall.com است.